# Rodnande flugsvamp
Rodnande flugsvamp (Amanita rubescens)  är en art i familjen Amanitaceae och släktet flugsvampar. Svampen växer på marken i blandskog och parker i Europa och Nordamerika, samt i Sydafrika, dit den antagligen förts av misstag via importerade träd. Den är vanligast i södra och mellersta Sverige och blir sällsyntare norrut.
Arten är en utmärkt matsvamp i flera svampböcker, men då den kan förväxlas med andra Amanita-arter (flugsvampar) avråds absolut ovana plockare från den. Svampen har även orsakat lättare förgiftningar, särskilt i rått tillstånd eller på grund av överkänslighet.

## Utseende och ekologi
Fruktkropparna hos rodnande flugsvamp kommer från sommar till sen höst. Svampen blir oftast 6–25 cm hög med en fotdiameter på 1–3 cm och en hattdiameter på 6–15 cm; under mindre gynnsamma förhållanden kan dvärgformer bildas med en hattdiameter på mindre än fyra centimeter.
Foten är vit till grårosa och uppsvälld nertill. Ringen är hängande, tjock, bred och vit till gulvit i färgen. Hatten är oftast gråbrun till rosabrun och har ofta hylleplättar samt noppiga till fnasiga hyllerester, vilka är grå till rosa. Hattformen är välvd till utbredd och hattkanten saknar fåror.
Skivorna sitter tätt och är mjuka och vita, men rödfärgas vid skada. Sporerna är äggformade, mäter cirka 8–9 gånger 5–5,5 mikrometer, är vita och amyloida (färgas blå av jodlösning).
Köttet rodnar efter ett tag om svampen snittas, medan själva svampen saknar särpräglad doft. Arten är ofta angripen av olika evertebrater.

## Förväxlingsarter

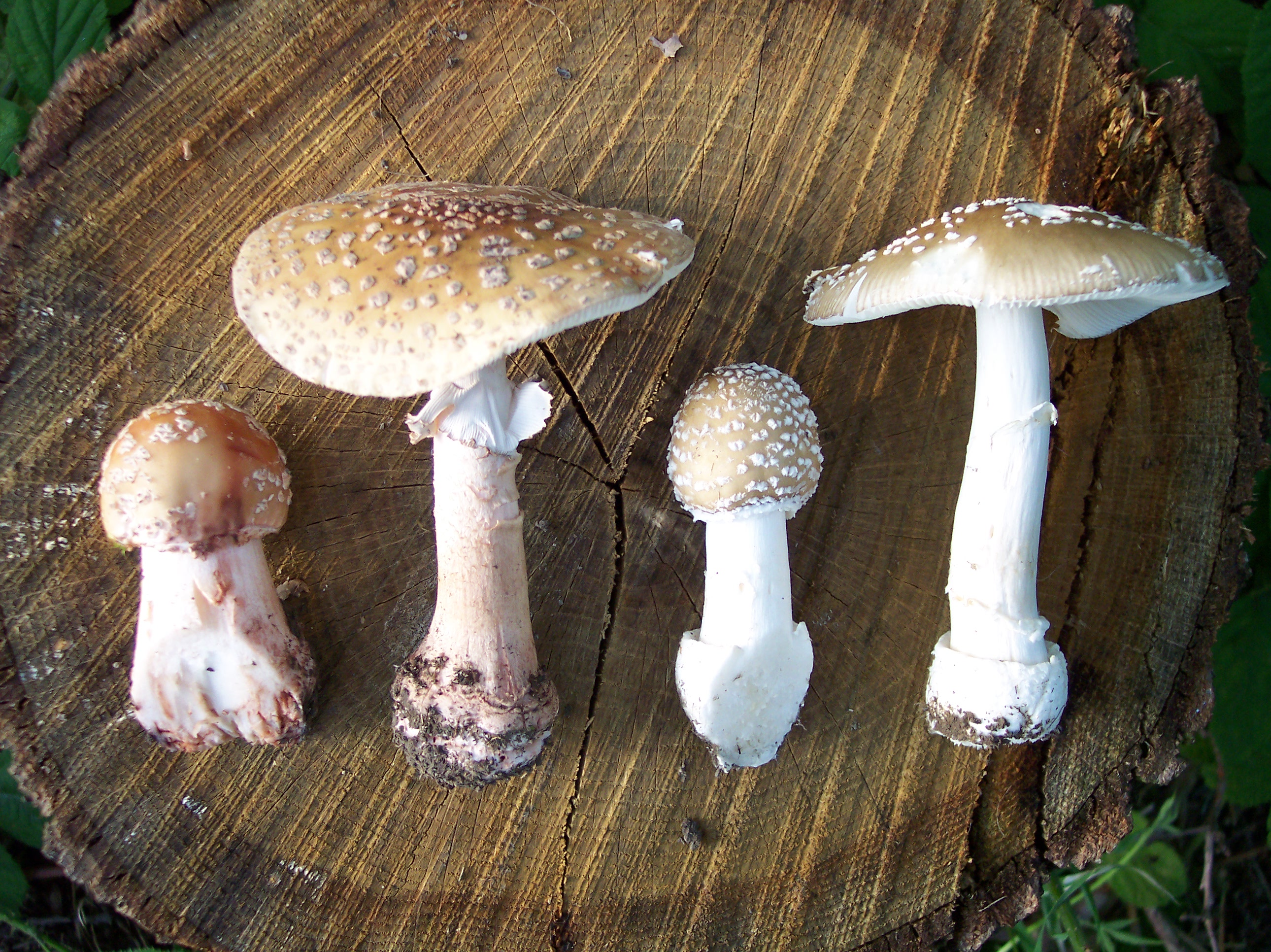
Jämförelse mellan rodnande flugsvamp (vänster) och panterflugsvamp (höger).

Svampen kan förväxlas med gråfotad flugsvamp (A. spissa), gulbrämad flugsvamp (A. franchetii) och panterflugsvamp (A. pantherina). Det rodnande svampköttet är dock unikt bland europeiska flugsvampar.
Svampen sammanförs på engelska med flera närbesläktade arter, främst A. novinupta, till begreppet blusher. A. novinupta finns dock bara i västra Nordamerika.

## Bildgalleri

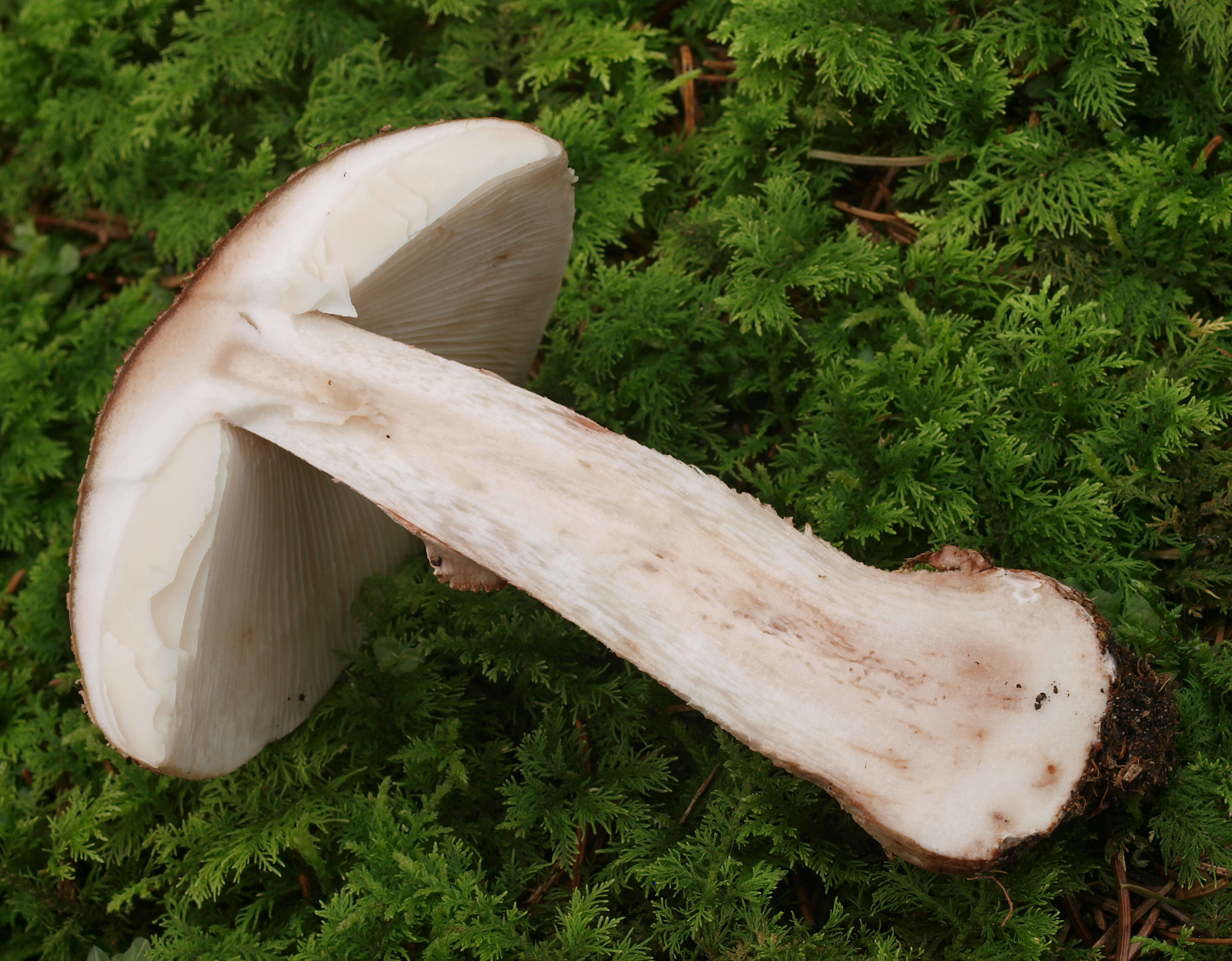
Genomskuren sporkropp, juli 2011 i Schwaben.
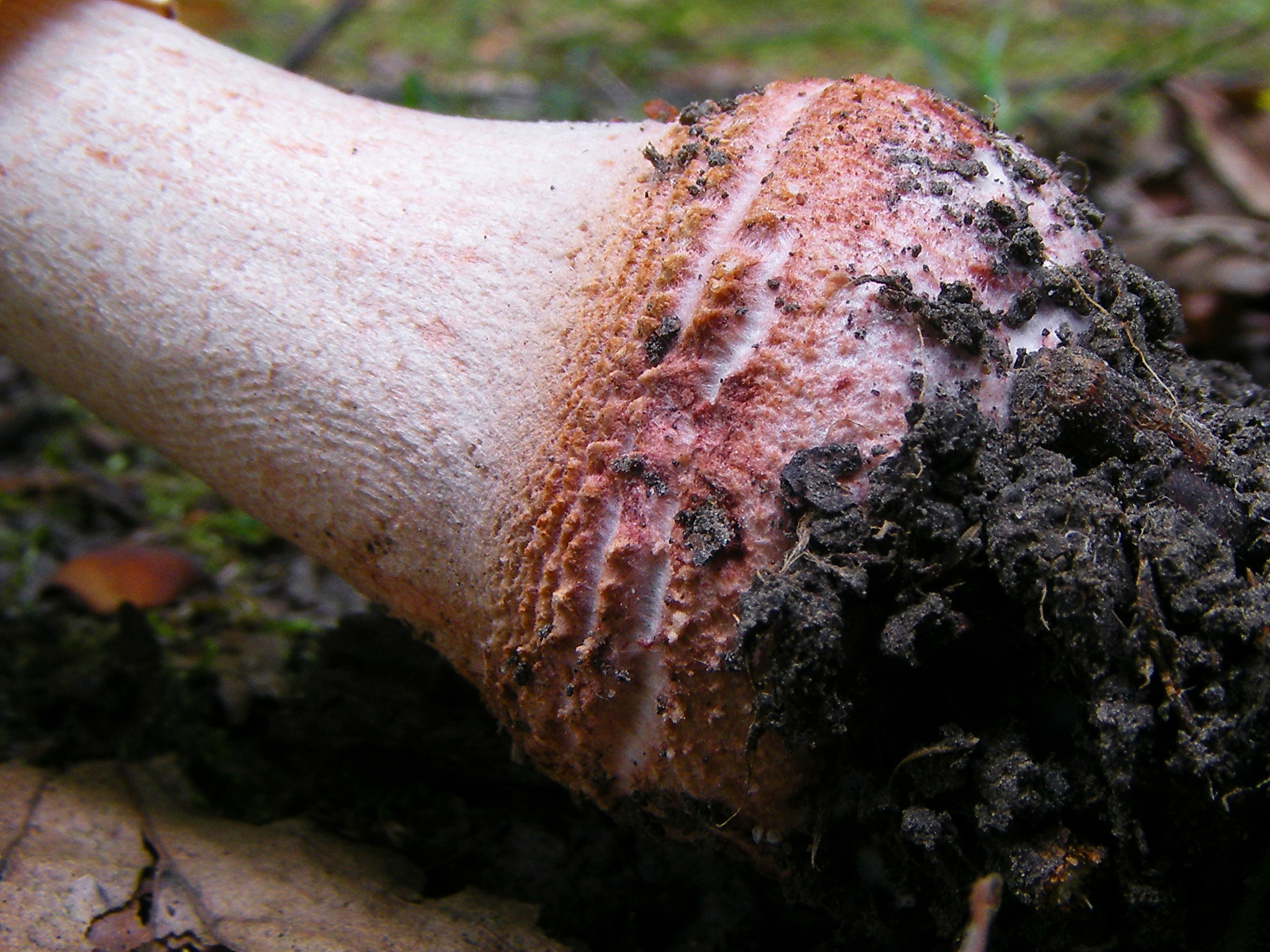
Detalj av fot, augusti 2011 i Polen.
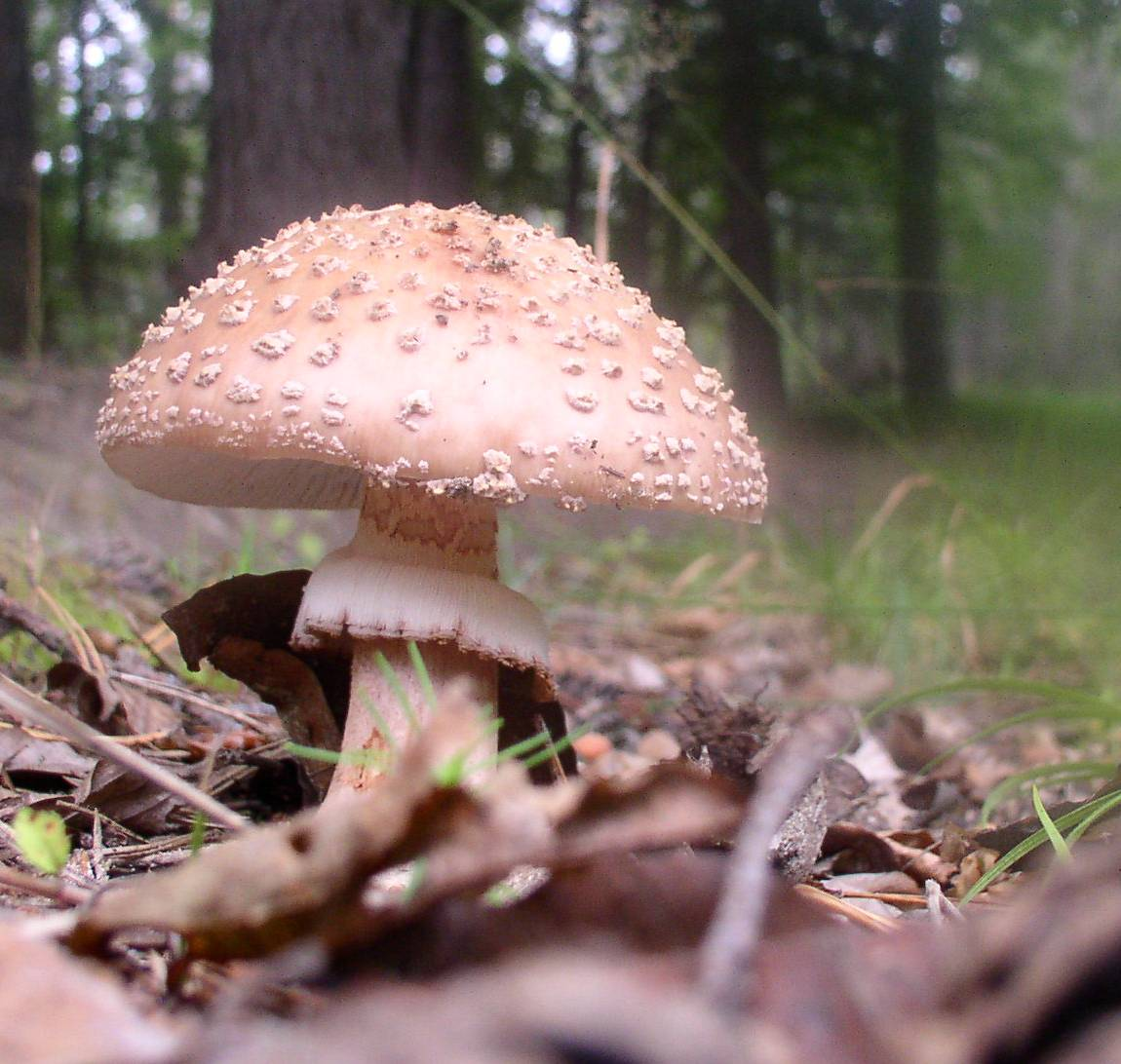
September 2005, i Polen.
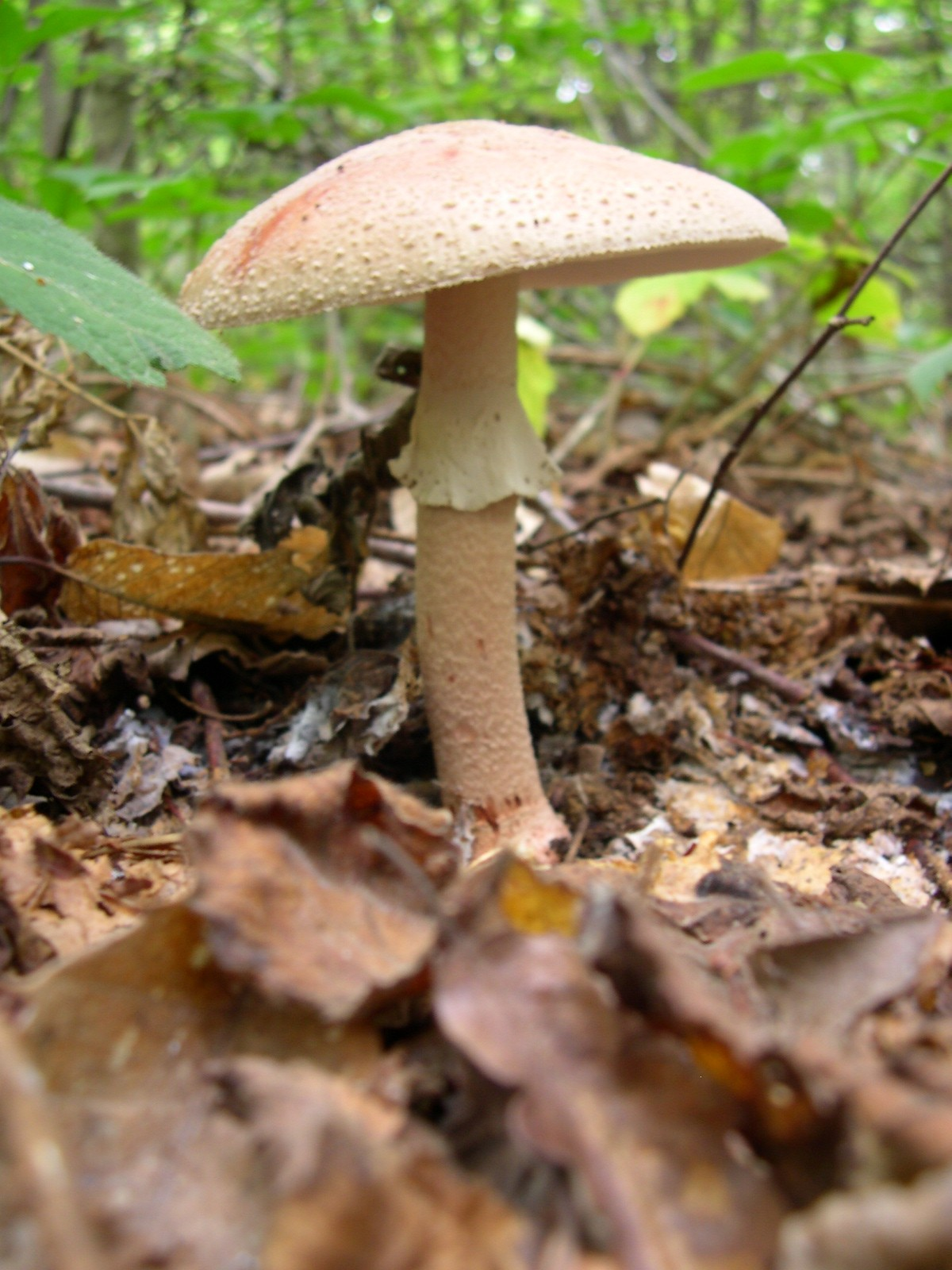
September 2005, nära Piacenza.
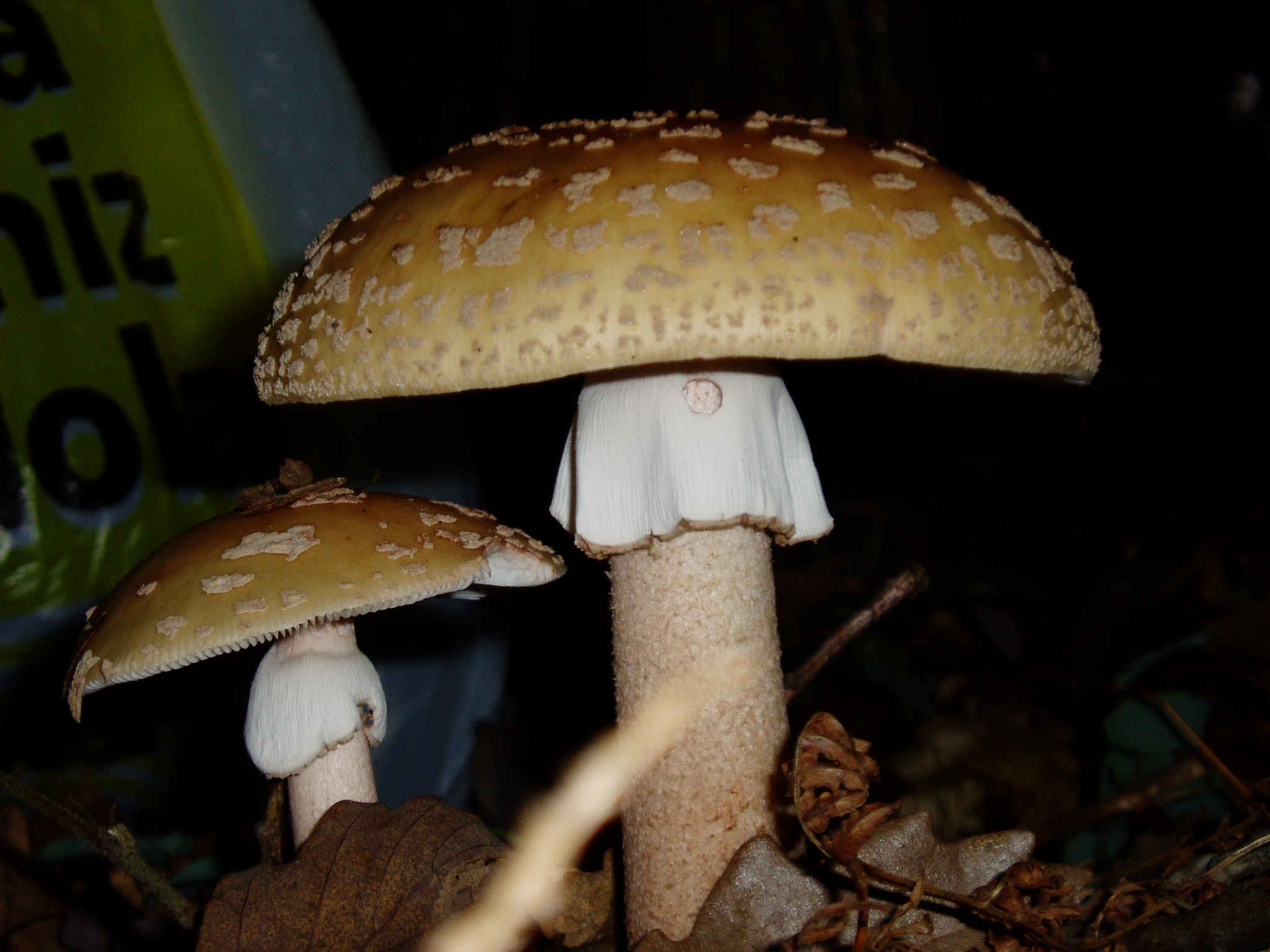
September 2008, nära Istanbul.
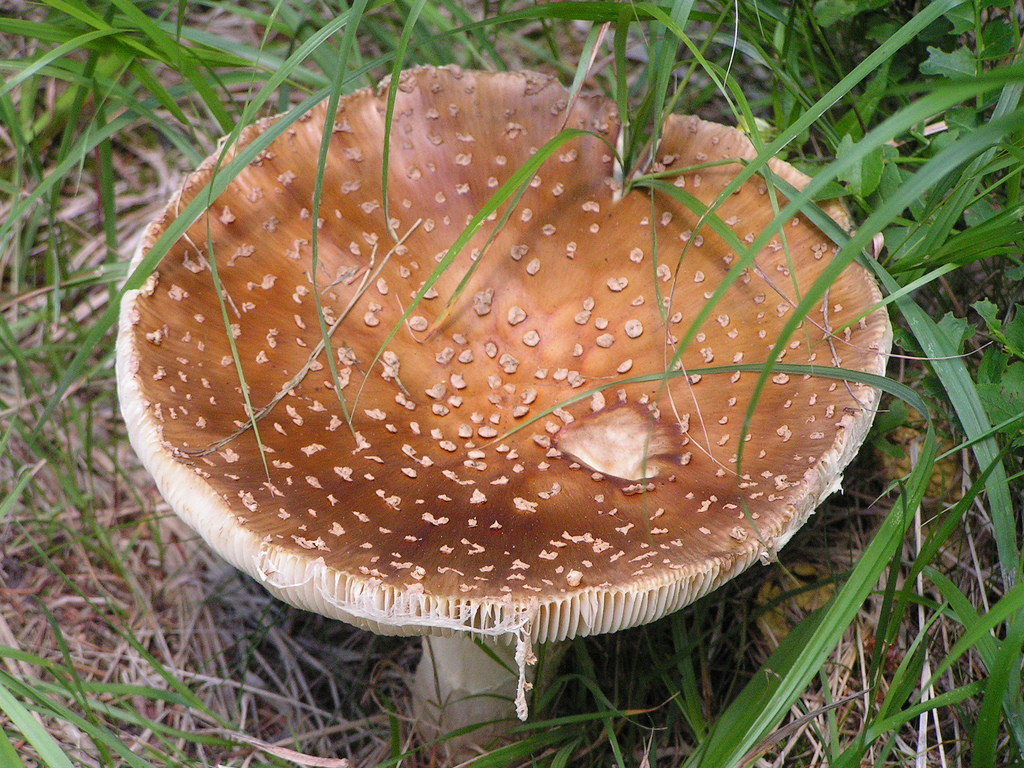
Äldre exemplar, november 2008 i Tjeckien.